# Christina Cole
Christina Cole es una actriz inglesa.

## Biografía
Christina Cole nació en mayo de 1982 en la ciudad de Londres, Inglaterra. Graduada de la Oxford School of Speech and Drama en 2002, trabajó como modelo antes de comenzar a actuar profesionalmente.
Sus primeros trabajos datan de inicios del nuevo milenio, cuando comenzó a participar en distintas series televisivas y largometrajes.
Su debut cinematográfico se produjo en el año 2003, cuando interpretó a Clarissa Payne en la comedia romántica "Un sueño para ella", protagonizada por Amanda Bynes y Colin Firth. Posteriormente tuvo un pequeño papel en la película "Casino Royale" (2006), sobre el mítico espía James Bond, interpretado, en esta oportunidad, por el actor Daniel Craig.
Su carrera continuó con el thriller "The Deaths of Ian Stone" (2007), que coprotagonizó con Mike Vogel y Jaime Murray; "Un gran día para ellas" (2008), comedia romántica cuyo elenco encabezaron Frances McDormand y Amy Adams; y "Surviving Evil", un thriller de terror que la tuvo como protagonista secundando a Billy Zane.

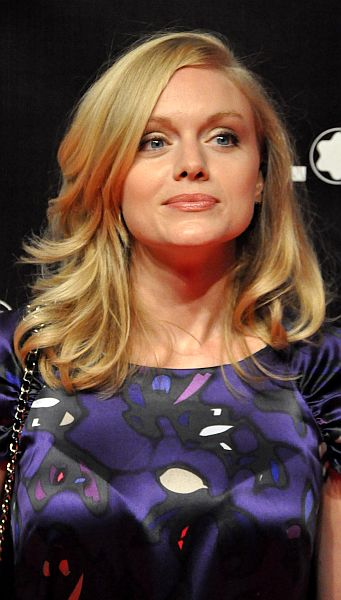
Christina Cole en Lincoln Center.

Paralelamente Christina ha realizado una notable carrera en la televisión, siendo recordadas sus interpretaciones de Cassandra 'Cassie' Hughes en la serie británica "Hex"; Mel en "Sold", Lilith en "Doctor Who" o Caroline Bingley en "Lost in Austen".
Recientemente ha realizado también algunos trabajos para la televisión estadounidense, como artista invitada en las series "Human Target" y "Chaos".

## Filmografía
| Año       | Programa                                               | Rol                                                                                | Notas               |  |
| --------- | ------------------------------------------------------ | ---------------------------------------------------------------------------------- | ------------------- |  |
| 2002      | The Project                                            | Lizzie                                                                             | serie de televisión |  |
| 2003      | What a Girl Wants (película)                           | Clarissa Payne                                                                     | película            |  |
| 2003      | Foyle's War                                            | Violet Davies - Among the Few (2003)                                               | serie de televisión |  |
| 2003      | All About Me                                           | Sarah - Quiet Night In (2003) - Look Who's Talking (2003)                          | Sitcom              |  |
| 2004      | He Knew He Was Right                                   | Nora Rowley                                                                        | serie de televisión |  |
| 2004      | Marple: The Murder at the Vicarage                     | Lettice Protheroe                                                                  | serie de televisión |  |
| 2004      | Hex                                                    | Cassie Hughes (2004–2005)                                                          | serie de televisión |  |
| 2005      | Julian Fellowes Investigates: A Most Mysterious Murder | Rose Harsent - The Case of Rose Harsent (2005)                                     | serie de televisión |  |
| 2006      | Jane Eyre                                              | Blanche Ingram                                                                     | serie de televisión |  |
| 2006      | Casino Royale                                          | Ocean Club Receptionist                                                            | película            |  |
| 2007      | Doctor Who                                             | Lilith - El código Shakespeare (2007)                                              | serie de televisión |  |
| 2007      | Sea of Souls                                           | Rebecca Muir - The Prayer Tree: Part One (2007) - The Prayer Tree: Part Two (2007) | serie de televisión |  |
| 2007      | Ladies and Gentlemen                                   | Elizabeth                                                                          | Sitcom              |  |
| 2007      | Cane                                                   | Diana Mann - Pilot (2007)                                                          | serie de televisión |  |
| 2007      | Sold                                                   | Mel                                                                                | Sitcom              |  |
| 2008      | Lost in Austen                                         | Caroline Bingley                                                                   | serie de televisión |  |
| 2008      | Agatha Christie's Poirot: Appointment with Death       | Sarah King                                                                         | serie de televisión |  |
| 2009      | Maggie Hill                                            | Maggie Hill                                                                        | serie de televisión |  |
| 2009      | Emma                                                   | Mrs Elton                                                                          | serie de televisión |  |
| 2010      | Human Target                                           | Princess Victoria of Wales - Victoria (2010)                                       | serie de televisión |  |
| 2010      | Midsomer Murders: Silent Land                          | Sarah Sharp                                                                        | serie de televisión |  |
| 2011      | CHAOS                                                  | Adele Ferrer                                                                       | serie de televisión |  |
| 2011      | Breakout Kings                                         | Lilah Tompkins (S01E05) "Queen Of Hearts"                                          | serie de televisión |  |
| 2011      | Lewis                                                  | Claire Gansa - The Mind Has Mountains                                              | serie de televisión |  |
| 2011      | Blitz                                                  | WPC                                                                                | Película            |  |
| 2015      | El destino de Júpiter                                  | Gemma Chatterjee                                                                   | Película            |  |
| 2015-2017 | Suits                                                  | Dr. Paula Agard                                                                    | serie de televisión |  |